# Mór Déchy
Mór Déchy (4. listopadu, 1847 Pešť – 8. února 1917, Budapešť) byl maďarský geograf a cestovatel, autor vědeckých publikací o horách, vysokohorský průkopník, fotograf a horolezec.

## Život
Narodil se v rodině železničního inženýra. Rodiče se postarali o jeho vzdělání a výuku cizích jazyků. Navštěvoval piaristické gymnázium v Temešváru a v Budapešti a po jeho dokončení studoval geografii a geologii na univerzitě ve Vídni. V roce 1884 se oženil s dcerou bohatého bankéře Paulinou Steinbergovou. Narodily se jim dvě děti, Marie a Ivan.
Během života se zasazoval za ochranu přírody a vyzýval úřady k vytvoření uherského národního parku. V roce 1872 se podílel na založení Maďarské geografické společnosti a byl jejím členem až do smrti. Stal se členem korespondentem Maďarské akademie věd a členem zahraničních zeměpisných společností. Podílel se na založení Uherského karpatského spolku, byl členem londýnské Royal Geographical Society (Královské geografické společnosti), italského alpinského klubu a mnoha jiných. Byl oceněn mnoha vysokými státními vyznamenáními, získal čestný doktorát na univerzitě v Kluži. Byl autorem mnoha geografických studií a publikací. Fotografie a sbírku hornin věnoval maďarskému Královskému geologickému ústavu a maďarskému Národnímu muzeu.

## Cesty po světě
Navštívil Alpy (1872, 1874 a 1876), byl v Pyrenejích, na Kavkaze (sedmkrát v letech 1884 - 1902), procestoval norská pohoří, navštívil Karpaty, procestoval Vysoký Atlas v Maroku. V roce 1878 se zúčastnil horolezecké výpravy na sedmitisícovku Muztagh Ata v Pamíru.
V Alpách vystoupil mj. na Monte Rosa (4 556 m), Jungfrau (4 158 m), Matterhorn (4 478 m) a Mont Blanc (4 807 m), jako první spolu s místními horskými vůdci 8. července 1872 vystoupil na jihotyrolský Trafoier Eiswand (3 553 m) a Petersenspitze (3 472 m). Jako první vystoupil severní stěnou na Wildspitze (3 768 m). Dne 23. srpna 1884 ve večerních hodinách vystoupil na Elbrus (5 642 m). Se svými přáteli zkoumal ledovce v okolí hory. Provedl i jiné expedice v této oblasti. V pozdějších letech byl jedním z největších odborníků na Kavkaz.
Cestu do Asie uskutečnil v roce 1879. Rozhodl se putovat k hrobu Sándora Csoma Kőrösiho v Dárdžilingu v Západním Bengálsku. Původně se chtěl po průchodu Tibetu a Himálaje dostat do Indie. Cestou však onemocněl malárií.

## Výstupy ve Vysokých Tatrách
V roce 1874 navštívil Vysoké Tatry. Společně s dalšími horolezci a průvodci provedl několik prvovýstupů, kromě jiných na Vysokou a Velickou próbou na Gerlachovský štít. To nebylo vše, protože 4. září 1874 s Janem Rumanem a Martinem Spitzkopfem vystoupil na Vysokou žlabem z Dračího sedla. Navštívil i Kačaciu dolinu. Tyto horolezecké i turistické výstupy popsal v roce 1875 v geografickém díle Jelentés a Magas Tátrában tett utazásról i v místním tatranském tisku.